# Берещанский, Василий Николаевич
Василий Николаевич Берещанский (1896 — 6 ноября 1977) — активный участник установления Советской власти на Украине, участник Гражданской войны, член подпольного ревкома, а в 1924—1925 годах председатель Алчевского райисполкома, член ВУЦИК. Почётный гражданин города Алчевска.

## Биография
Родился в 1896 году в селе Васильевка Славяносербского уезда Екатеринославской губернии Российской империи.
Из многодетной семьи рабочего, младший из четырёх братьев Берещанских — Ивана, Анания и Павла, принявших участие в революционном движении.
Окончив 4-классную заводскую школу с 13 лет работал на заводе общаства ДЮМО, вначале мальчиком при контре, затем токарем.
Принял активное участие в революционном движении, в 1915 году за участие в стачке был уволен, вынужден был уехать в Екатеринослав где стал работать на заводе Гантке, после Февральской революции 1917 года был избран цехуполномоченным профсоюза. В 1918 году вернулся в Алчевск, член подпольного ревкома, активный участник Антигетманского восстания.
1.02.1919 вступил в РКП(б), работал казначеем в Алчевском ревкоме, начальником милиции. Затем воевал в составе РККА на Южном фронте Гражданской войны (102 полк 12-й стрелковой дивизии), был ранен. В начале 1920 года попал в плен, через 17 дней сбежал. Затем долго болел тифом, после выздоровления учился в Харькове на музыкальных курсах. В 1921 демобилизован.
После Гражданской войны на партийной и хозяйственной работе: в 1924-25 году — председатель Алчевского райисполкома, в 1927 году — председатель Лозово-Павловского райисполкома, в 1928 году — секретарь Луганского окрисполкома, до 1930 пред. Ровенецкого РИК. Избирался членом ВУЦИК. После 1933 года работал в системе Наркомата по заготовкам сельхозпродуктов / Министерства хлебопродуктов СССР.
Участник Великой Отечественной войны, призван в ряды РККА в июле 1941 года, ответственный секретарь парткома 37 зенитной дивизии РГК 13-й Армии 1-го Украинского фронта, майор, воевал на Юго-Западном и Воронежском фронтах, участвовал в освобождении Киева, был ранен и контужен, войну окончил в Праге.
В 1946 году вернулся в родной город, работал на различных ответственных постах.
С 1959 года на пенсии, вёл активную общественную деятельность.
Умер в 1977 году.

## Награды
- Красного Знамени,
- Отечественной войны II степени (1945),
- Красной Звезды (1944),
- «Знак Почёта»,
- медаль «За победу над Германией»,
- медаль «За трудовую доблесть»,
- медаль «За доблестный труд»,
- медаль «25 лет победы в Великой Отечественной войне»,
- медаль «50 лет Вооружённых Сил СССР».